# Waldemar Kazanecki
Waldemar Kazanecki (ur. 29 kwietnia 1926 lub 23 kwietnia 1929 w Warszawie, zm. 20 lub 21 grudnia 1991 tamże) – polski pianista, dyrygent i kompozytor.

## Życiorys
Muzyki uczył się jeszcze w czasie II wojny – prywatnych lekcji udzielał mu Aleksander Wielhorski. Po wojnie, w latach 1945–1949, uczył się w Średniej Szkole Muzycznej (i w tym samym czasie w Liceum Przyrodniczym) w Łodzi. Wyjazd do Katowic i etatowa praca w katowickim radiu pozwoliła mu na prywatne kontynuowanie nauki muzyki pod kierownictwem wykładowcy Państwowej Wyższej Szkoły Muzycznej w Katowicach – Jana Gawlasa, u którego studiował teorię muzyki i kompozycję. Naukę kompozycji kontynuował później po powrocie do Warszawy, gdzie w latach 1961–1964 uczył go – również prywatnie – Stefan Kisielewski.
Podczas pobytu w Łodzi był kierownikiem muzycznym Teatru Powszechnego, grał też na fortepianie w orkiestrze Braci Łopatowskich. W 1950 otrzymał pracę w Rozgłośni Polskiego Radia w Katowicach. Został tam członkiem Redakcji Muzyki Rozrywkowej; nieco później był też pianistą w orkiestrze Jerzego Haralda. Wreszcie został szefem własnego zespołu instrumentalnego (ale jako redaktor muzyczny pracował w radiu do 1959).

### Orkiestra Waldemara Kazaneckiego
Na początku lat 50. XX w. przy Wojewódzkim Domu Kultury w Katowicach zatrudniono grupę zawodowych muzyków. Byli to, zaproponowani przez Kazaneckiego, członkowie orkiestry Gong, grającej wcześniej w jednym ze śląskich lokali gastronomicznych. Kazanecki został liderem zespołu, pisał i aranżował wykonywaną przez nich muzykę, grając przy tym na fortepianie. Kiedy jako soliści zaangażowani zostali kolejno Jan Danek, Natasza Zylska i Janusz Gniatkowski, zespół Kazaneckiego stał się konkurencją dla orkiestry Haralda, coraz częściej występując przed radiowymi mikrofonami lub na koncertowych trasach dla mieszkańców Śląska. W 1956 orkiestra Kazaneckiego składała się z kilkunastu dobrych instrumentalistów i zdobywających coraz większą popularność solistów – piosenkarzy. W zespole grali:
- Alfred Abrahamczyk – trąbka
- Tadeusz Babiec – trąbka
- Eryk Glombek – saksofon
- Jerzy Marchwica – saksofon
- Józef Widera – saksofon
- Romuald Zając – saksofon
- Mikołaj Przybyła – puzon
- Jan Groborz – fortepian
- Edward Urbańczyk – gitara
- Robert Gabor – kontrabas
- Ali Brach – perkusja

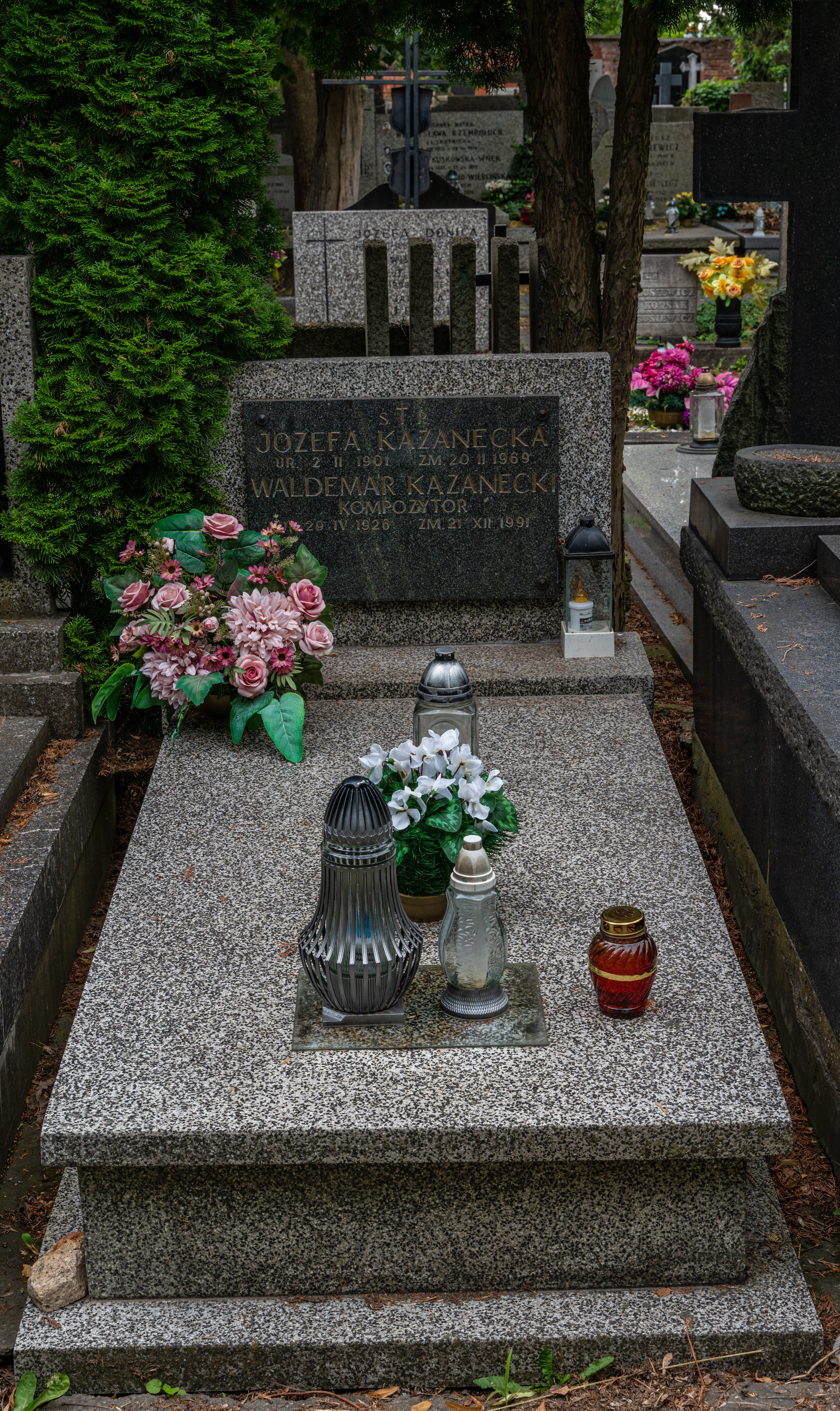
Grób Waldemara Kazaneckiego na cmentarzu Powązkowskim

Na przełomie 1958/1959 za mocno eksploatowany (prawie czterysta pięćdziesiąt audycji radiowych, do tego występy w czasie
objazdowych tras koncertowych) zespół Kazaneckiego rozpadł się. W miejsce dotychczasowych solistów z orkiestrą zaczęli śpiewać: Edward Kluczka, Zbigniew Kurtycz i Marcel Novek oraz Lidia Czarska i Halina Kaspurowa. W 1961 na miejscu Czarskiej pojawiła się Katarzyna Bovery. Po śmierci Jerzego Haralda, w 1965, Kazanecki objął kierownictwo Orkiestry Tanecznej Polskiego Radia w Katowicach. Niedługo potem definitywnie wyprowadził się ze Śląska.
Zamieszkał w Warszawie, przez pewien czas pracował jako dyrektor muzyczny Zjednoczonych Przedsiębiorstw Rozrywkowych, był też wiceprezesem ZG ZAKR. Komponował muzykę poważną, współpracował ze Studiem Eksperymentalnym PR, w Darmstadt uczestniczył w Kursach Nowej Muzyki. Jego utwory były wykonywane na festiwalach muzyki współczesnej w Jugosławii (Zagrzeb – Biennale Muzyki), Stanach Zjednoczonych (Cleveland), Austrii (Graz – Festiwal „Styryjska Jesień” 1982), Francji, Hiszpanii i in. oraz w Polsce (Wrocław – Festiwal Muzyki Polskiej 1972, Poznań, Warszawa – Warszawska Jesień 1971).
Został pochowany na cmentarzu Powązkowskim (kw. 123, rząd 3, miejsce 31).

## Muzyka filmowa
Pod koniec lat 50. XX w. Kazanecki rozpoczął również współpracę z filmem (a później telewizją) komponując muzykę najpierw do filmów krótkometrażowych (animowanych, dokumentalnych itp.), a potem fabularnych. Po raz pierwszy jego muzykę wykorzystano w animowanym filmie o przygodach profesora Filutka „Zryw” na spływ (reż. Władysław Nehrebecki) z 1956. Ostateczny jego filmowy dorobek kompozytorski to muzyka do ok. 40 filmów fabularnych (z najbardziej chyba znaną do Nocy i dni), seriali telewizyjnych Czarne chmury (1973), Hrabina Cosel, Dom (1980) i kilkuset mniejszych produkcji, wśród nich 20 filmów oświatowych i prawie 500 krótkometrażowych (m.in. dziecięcych filmów animowanych, w tym Przygód Bolka i Lolka).
Walc z filmu „Noce i dnie” (reż. Jerzy Antczak, 1975) stał się szlagierem. Po dopisaniu tekstu przez Agnieszkę Osiecką, jako piosenka pod tytułem „Od nocy do nocy”, stała się przebojem Haliny Kunickiej.
Skomponował muzykę do przeszło 500 filmów i seriali. Do najbardziej znanych należą:
- Hrabina Cosel (wersja filmowa i serialowa), 1968
- Hasło Korn (film TV), 1968
- Do przerwy 0:1 (serial TV), 1969
- Czarne chmury (serial TV), 1973
- Nie ma róży bez ognia 1974
- Noce i dnie (wersja filmowa i serialowa) 1975
- Brunet wieczorową porą 1976
- Dziewczyna i chłopak (serial TV), 1977
- Dom (serial TV), 1980
- Tylko Kaśka (serial TV), 1980
- Bolek i Lolek (serial animowany)
- Baśnie i waśnie (serial animowany)
- Zaczarowany ołówek (serial animowany)
- Airport (film animowany), 1981
- Tajemnice wiklinowej zatoki  (serial animowany 1985–1988)
- Ballada o Januszku (serial TV), 1987
- Gorzka miłość 1990
- Muchy króla Apsika (bajka muzyczna)

## Muzyka poważna
| Rok  | Tytuł                  | Instrumentarium                                       |
| ---- | ---------------------- | ----------------------------------------------------- |
| 1962 | Ciaccona i fuga        | na flet, harfę, altówkę i wiolonczelę                 |
| 1964 | Allegro                | na harfę i orkiestrę                                  |
| 1965 | Animazione I           | na puzon i orkiestrę symfoniczną                      |
| 1965 | Animazione I           | na puzon i orkiestrę symfoniczną                      |
| 1965 | Animazione II          | na saksofon altowy i orkiestrę symfoniczną            |
| 1968 | Sorgere                | na klarnet, puzon, fortepian i wiolonczelę            |
| 1969 | 3 contra 3             | na flet, harfę, altówkę i taśmę                       |
| 1970 | Calando                | na klarnet, puzon, fortepian i wiolonczelę            |
| 1970 | Partita                | na orkiestrę symfoniczną                              |
| 1970 | Antiphonos             | na baryton, flet, fortepian i skrzypce                |
| 1971 | Antiphonos (wersja II) | na baryton, flet, fortepian, skrzypce i taśmę         |
| 1971 | Asteroidea             | na harfę i taśmę                                      |
| 1971 | Gitana                 | na skrzypce i fortepian                               |
| 1971 | Circulus               | na wiolonczelę solo                                   |
| 1972 | For One String         | na fortepian                                          |
| 1972 | Image                  | na kwartet smyczkowy                                  |
| 1972 | Play                   | na fortepian                                          |
| 1972 | Collage                | na instrumenty klawiszowe                             |
|      | Air                    | na sopran, flet, róg, fortepian, kontrabas i perkusję |

## Skomponowane piosenki
- „Buty szewca Szymona” (sł. Konstanty Ildefons Gałczyński); wyk. Hanna Banaszak
- „Charleston” (sł. Krzysztof Teodor Toeplitz)
- „Cygańska jesień” (sł. Janusz Kondratowicz, Jonasz Kofta)[10]; wyk. Anna Jantar
- „Jest łódeczka na jeziorze” (sł. Stanisław Werner)[11]
- „Kakaowe mambo” (sł. Anna Jakowska)
- „Mogło być inaczej” (sł. Andrzej Tylczyński)
- „Motor gra” (sł. P. Marzec)
- „Na nieśmiałość nie ma rady” (sł. Anna Jakowska)[12]; wyk. Katarzyna Bovery
- „Od nocy do nocy” (sł. Agnieszka Osiecka)
- „Partyzancka ballada” z filmu Weekend z dziewczyną (sł. Andrzej Tylczyński); wyk. Jacek Lech, Czerwono-Czarni
- „Pies i jego człowiek” (sł. Jacek Janczarski); wyk. Piotr Fronczewski, Alibabki
- „Ulubiony dixieland” (sł. Anna Jakowska)[13]
- „Wiluś”; wyk. Jan Kobuszewski
- „Wiosną w parku” (sł. Anna Jakowska)
- „Za szybą mgły” (sł. Anna Jakowska); wyk. Natasza Zylska
- „Zimowa piosenka” (sł. W. Jeżewski)

## Nagrody i wyróżnienia
Nagrody indywidualne:
- 1963 Złoty Smok Wawelski za muzykę do filmu Dinozaury (w kategorii filmów oświatowych)
- 1963 Złoty Smok Wawelski za muzykę do filmu Bajka o smoku (dla najlepszego filmu dla dzieci)
- 1979 Nagroda Prezesa Rady Ministrów za muzykę do filmu Proszę słonia (za twórczość dla dzieci)
- 2007 Złota Kaczka 50-lecia za muzykę do filmu Noce i dnie (w kategorii: Najlepsza muzyka)

Nagrody dla filmów, do których tworzył muzykę:
- 1964 Grand Prix w Oberhausen dla filmu Czerwone i czarne Witolda Giersza (dla filmu animowanego)
- 1965 I Nagroda w Cannes (Festiwal Filmów dla Dzieci i Młodzieży) dla filmu Czerwone i czarne Witolda Giersza
- 1965 II Nagroda na festiwalu w Moskwie dla Wizji lokalnej Janusza Kidawy
- 1966 Złota Muszla festiwalu w San Sebastian dla filmu Skrzydła Leonarda Pulchnego (krótki metraż)
- 1966 Brązowy Ramzes na festiwalu filmów telewizyjnych w Kairze za Wystrzał Jerzego Antczaka